# Přebuz
Přebuz (en allemand : Frühbuß) est une ville du district de Sokolov, dans la région de Karlovy Vary, en Tchéquie. Sa population s'élevait à 73 habitants en 2020. Přebuz est la plus petite commune tchèque selon sa population ayant le statut de ville.

## Géographie
Přebuz se trouve dans les monts Métallifères, à 10 km au nord-ouest de Nejdek, à 22 km au nord de Sokolov, à 24 km au nord-ouest de Karlovy Vary et à 134 km à l'ouest-nord-ouest de Prague.
La commune est limitée par l'Allemagne au nord, par Nové Hamry et Vysoká Pec à l'est, par Šindelová au sud et par Stříbrná à l'ouest.

## Histoire
La première mention écrite de la localité date de 1347.